# Anhesenamon
Anhesenamon ali Ankhesenpaaten je bila edina znana žena faraona Tutankamona iz Osemnajste dinastije, ki je bil tudi njen polbrat, * 1348 pr. n. št., Tebe, † 1322 pr. n. št., Memfis.
Bila je tretja hčerka faraona Amenhotepa IV., bolj znanega kot Ehnaton, in njegove žene kraljice Nefertiti. S Tutankamonom sta imela istega očeta. Njeno rojstno Ankhesenpaaten pomeni "Njeno življenje je Atonovo". Po ponovni uvedbi stare vere, ki jo je ukinil njen oče, se je preimenovala v Anhesenamon, kar pomeni "Njeno življenje je Amonovo".
Po Tutankamonovi smrti je postala žena njegovega naslednika Aja. Poroka po vsej verjetnosti ni bila po njenih željah. Kmalu po tej poroki je njeno ime izginilo iz zgodovinskih virov. Možno, da je njena mumija tista, ki so jo našli v KV21 in jo poimenovali KV21a.

## Zgodnje življenje
Anhesenamon je bila po vsej verjetnosti rojena v 4. letu vladavine njenega očeta Ehnatona v Waset (Tebah ali današnjem Luksorju). Večino otroštva je preživela v Ahetatonu (današnji Amarni),  novi prestolnici, ki jo je zgradil Ehnaton, potem ko je ukinil staro vero v boga Amona in uvedel vero v enega samega boga, Atona.
Imela je dve starejši sestri ( Meritaton, Maketaton ) in tri mlajše sestre (Neferneferuaton Tasherit, Neferneferure in Setepenre ).

## Velika kraljeva soproga
Verjetno je bila Anhesenamon kratek čas poročena s svojim očetom.
Po očetovi smrti in po kratkotrajni vladavini njegovih naslednikov Smenkareja in Neferneferuaton, je postala Tutankamonova žena. Tutankamon je bil njen polbrat, saj sta imela istega očeta, faraona Ehnatona. Mladi kraljevski par je ponovno uvedel vero v stare bogove in ukinil vero v boga Atona. Istočasno sta zamenjala tudi svoji imeni - iz Anhesenaton in Tutankaton sta se preimenovala v Anhesenamon in Tutankamon. Dvor sta iz Ahetatona preselila nazaj v Tebe. Anhesenam in Tutankamon sta imela dve hčerki, ki pa sta bili obe mrtvorojeni. Njuni mumiji sta bili pokopani skupaj z očetom Tutankamonom v grobnici KV62 v Dolini kraljev. Ker je Anhesenamon edina znana Tutankamonova žena, sta mumificirana fetusa po vsej verjetnosti njeni hčerki, vendar genske preiskave tega še niso dokončno potrdile. 
V devetem letu vladavine je Tutankamon nenadoma umrl in Anhesenamon je ostala sama brez naslednikov.
Poročila se je  s faraonom, ki je nasledil Tutankamona,  Ajem. Od nje je bil precej starejši in  po vsej verjetnosti poroka ni bila po njenih željah. Tako imenovana Hetitska pisma namreč kažejo na to, da je v tujini, natančneje med hetitskimi princi iskala novega moža, ki ga pa ni uspela najti.
Kmalu po poroki z Ajem je njeno ime izginilo iz zgodovinskih virov.

## Mumija KV21a
Obstajajo indici, da je mumija  imenovana KV21a, najdena v grobnici KV21 v Dolini kraljev, Anhesenamon. Genska preiskava DNK je pokazala, da je KV21a mati dveh fetusov, najdenih v KV62, ki sta nedvomno Tutankamonovi hčerki. Ker je Anhesenamon edina znana Tutankamonova žena, sta fetusa po vsej verjetnosti tudi  njeni hčerki. Med gensko preiskavo pa je bilo pridobljeno premalo DNK, da bi lahko z gotovostjo potrdili, da je KV21a res  Anhesenamon. Identifikacija je otežena tudi zaradi težave  v povezavi z mumijo KV 55. Le-ta naj bi bila po mnenju znanstvenikov Ehnaton.  Če to drži, KV21a ne more biti Anhesenamon, saj genska preiskava izključuje možnost, da bi bila KV21a hči KV55. Možno je torej, da KV21a ni Anhesenamon, ampak neznana druga Tutankamonova žena, ali pa da KV55 ni Ehnaton pač pa mogoče njegov brat, lahko tudi skrivnostni Semenkare.

## KV63
To je zadnja odkrita grobnica v Dolini kraljev.  Možno je, da so Anhesenamon prvotno nameravali pokopati v grobnici KV63, saj so v  njej našli napis, ki bi lahko predstavljal del Anhesanaminega imena. Poleg tega so v grobnici našli dva majhna zlata sarkofaga, ki sta vsebovala kipa, ki bi lahko predstavljala njeni dve mrtvorojeni hčerki. Ti dve sta bili sicer pokopani v očetovi grobnici, a kipa v KV63 bi lahko predstavljala povezavo mame s svojima otrokoma v posmrtnem življenju. Novejša odkritja v zvezi s KV63 vse to zanikajo in predpostavljajo, da je bila KV63 samo prostor, ki so ga včasu Tutankamona uporabljali balzamerji.

## Slici
1. ↑  Hawass, Zahi (2010). »Tutove družinske skrivnosti«. National Geographic Slovenija. Zv. 5, št. 9. str. 36.
2. ↑  Hawass, Zahi (2010). »Ancestry and Pathology in King Tutankhamun's Family« (PDF). JAMA. Zv. 303, št. 7. str. 638–647.